# 1638 Руанда
1638 Руанда (енгл. 1638 Ruanda) је астероид главног астероидног појаса чија средња удаљеност од Сунца износи 2,746 астрономских јединица (АЈ).
Апсолутна магнитуда астероида је 11,5.